# Babadan (Gunungjati)
Babadan is een bestuurslaag in het regentschap Cirebon van de provincie West-Java, Indonesië. Babadan telt 3524 inwoners (volkstelling 2010).